# Головний архів давніх актів
Головний архів давніх актів (пол. Archiwum Główne Akt Dawnych, AGAD) — центральний державний архів у Варшаві.
AGAD збирає архіви польських і іноземних органів влади, відомств, вищих центральних і провінційних установ, а також архіви родин і людей особливого значення з територій колишніх Речі Посполитої, Південної Пруссії та Нової Східної Пруссії, Варшавського герцогства, Королівства Польського та частини Галичини.
Резиденцією архіву з 1952 року є палац Рачинських.

## Історія
Архів був заснований у 1808 році герцогом варшавським герцогом Фрідріхом Августом як Загальний крайовий архів (пол. Archiwum Ogólne Krajowe). Надалі в 1816—1889 роках діяв як Головний архів Королівства Польського (пол. Archiwum Główne Królestwa Polskiego), до 1918 р. як Варшавський головний архів давніх актів Королівства Польського (пол. Warszawskie Archiwum Główne Akt Dawnych Królestwa Polskiego), а з 1918 р. носить сучасну назву.

## Будівля
В 1831—1944 рр. архів розміщувався в будівлі Митної палати за адресою вул. Длуга 24, яка згоріла в 1944 році. 
Після закінчення війни резиденцією AGAD став палац «Під Бляхою» (пол. Pod Blachą), а прилегла Королівська бібліотека в Королівському замку була перетворена на його склад. У 1952—1953 роках колекції послідовно перенесли до палацу Рачинських.

## Очільники
- Валенти Скорохуд Маєвський (пол. Walenty Skorochód Majewski, 1808–1835)
- Фелікс Бентковський (пол. Feliks Bentkowski, 1838–1852)
- Валенти Губерт (пол. Walenty Hubert, 1853–1875)
- Адольф Павінський (пол. Adolf Pawiński, 1875–1896)
- Теодор Вєржбовський (пол. Teodor Wierzbowski, 1897–1919)
- Станіслав Кентжинський (пол. Stanisław Kętrzyński, 1919–1920)
- Юзеф Сємєнський (пол. Józef Siemieński, 1920–1939)
- Адам Стебельський (пол. Adam Stebelski, 1939–1953)
- Міхал Вонсович (пол. Michał Wąsowicz, 1954–1976)
- Казимир Кжос (пол. Kazimierz Krzos, 1976–1979)
- Мечислав Мотас (пол. Mieczysław Motas, 1979–1981)
- Едвард Потковський (пол. Edward Potkowski, 1981–1986)
- Владислав Стомпняк (пол. Władysław Stępniak, 1986–1997)
- Губерт Вайс (пол. Hubert Wajs, з 1997)